# Goethe-Institut Dänemark
Goethe-Institut Dänemark, København er Forbundsrepublikken Tysklands kulturinstitut i Danmark. Det er desuden ansvarlig for for Færøerne og Grønland og kulturselskaber, som "Kulturgesellschaft Århus" og den tysk-danske kulturdialog i Island, der ledes lokalt.
Goethe-Instituts hovedsædet er i München. Der er afdelinger 13 tyske byer og 134 afdelinger i 82 lande. Instituttets formål er at fremme viden om tysk sprog og kultur og den formidler et omfattende tysklandsbillede ved hjælp af information om det kulturelle, samfundsmæssige og politiske liv i Tyskland. Grundlaget for instituttets arbejde er et åbent tysk samfund og en levende tysk kultur. Instituttet har fået sit navn efter den tyske digter Johann Wolfgang von Goethe.
Goethe-Institut Kopenhagen formidler overalt i Danmark tysk kultur i form af bl.a film, litteratur, teater, musik, kunst, videnskab og aktuelle emner.
Der er endvidere et bredt udvalg af videreuddannelsestilbud for tysklærere og sprogpolitiske aktiviteter i tæt samarbejde med danske tysklærerforeninger. I samarbejde med sprog og eksamensforberedende kurser afholder instituttet på to sproginstitutter i København og Århus internationalt anerkendte sprogkurser.
Goethe-Institut Kopenhagens informationscenter formidler information om tysk kultur og råder over elektronisk undervisningsmateriale til at lære tysk. Centeret har endvidere de vigtigste tyske dagblade, ugeaviser og tidsskrifter og internetadgang.
Goethe-Institut hed tidligere Deutsches Kulturinstitut.